# 津軽信堅
津軽 信堅（つがる のぶかた）は、安土桃山時代の武士。弘前藩初代藩主・津軽為信の次男。官位は従五位下・相模守。

## 略歴
早世した、とされており、事跡はほとんど伝わらない。『津軽藩旧記伝類』によれば天正3年（1575年）生まれ。徳川家康の小姓、徳川秀忠の近習を務めたとされる。
慶長元年（1596年）、弟・信枚と共にキリシタンに改宗している。慶長2年（1597年）1月26日に江戸において23歳で死去した。
浅草にある曹洞宗萬隆寺は、元は湯島の津軽家屋敷付近にあり（明暦の大火後に移転）、江戸における津軽家の菩提寺の一つであったとされる。開基が信堅とされているが、詳細は不明である。元は出羽国にあり、江戸に移転したとされる。『御府内寺社備考』に拠れば、開基は兄の津軽信建（津軽宮内）。